# Negación (gramática)
La negación es un elemento lingüístico que sirve para negar un elemento oracional o una oración entera mediante un sema lexicalizado, una palabra, normalmente adverbio, o una locución. El hecho de negar implica la expresión de la no existencia de algo o la no realización de una acción. Desde el punto de vista sintáctico la gramática generativa moderna analiza la negación oracional mediante la presencia de un sintagma de negación cuyo núcleo debe ser una partícula de polaridad negativa. En lenguas como el español y las lenguas romances existe concordancia de polaridad, a diferencia de las lenguas germánicas donde usualmente no es posible la doble negación.

## Expresión semántica de la negación
La negación en español se produce usualmente anteponiendo al verbo el adverbio negativo no (No tengo hambre).
También mediante otros adverbios, por ejemplo:
(1) Nunca: Nunca lo dije.
(2) Nada: Nada trajo.
Mediante verbos que la implican, como por ejemplo.
(3) Negar: Niego que lo haya hecho.
(4) Rehusar: Rehusó hacerlo.
Locuciones:
(5) En mi vida: En mi vida iré (equivale al adverbio jamás).
Nótese las expresiones anteriores cuya interpretación semántica es la negación de una oración más simple y por eso son formas de negación semántica. Sin embargo, estructuralmente son muy diferentes; en concreto (3) y (4) son frases sintácticamente declarativas afirmativas, y la interpretación como negación está lexicalizada en el verbo. A continuación se examina la diferencia entre negación semántica (acorde al significado) y negación sintáctica (acorde a la estructura interna).

### Interrogativas negativas
Las oraciones interrogativas frecuentemente pueden equivaler a una frase imperativa afirmativa y constituyen una alternativa pragmáticamente neutralizada para una orden directa:
(6a) ¿Por qué no te largas ya? (= ¡Lárgate ya!)
(6b) ¿Por qué cierras la puerta? (= Mejor, no cierres la puerta)

## Expresión sintáctica de la negación

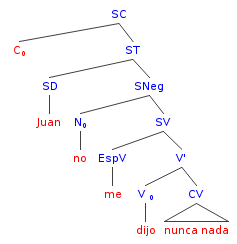
Análisis sintáctico de la oración "Juan no me dijo nunca nada" con el núcleo de negación ocupado por "no".

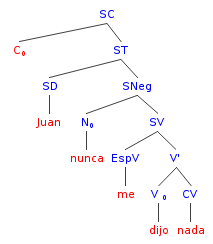
Análisis sintáctico de la oración "Juan nunca me dijo nada" con el núcleo de negación ocupado por "nunca", nótese que no las oraciones "*Juan nunca no me dijo nada" o "*Juan no nunca me dijo nada", no pueden ser correctas porque "nunca" y "no" deberían ocupar simultáneamente la posición del núcleo de negación, lo cual no es posible.

Dentro de la gramática tradicional la negación se trata como un simple modificador adverbial. Sin embargo, el comportamiento morfosintáctico de la negación es más complejo que el de los adverbios convencionales. Por ejemplo, en español, no es incompatible con algunas formas del verbo como el modo imperativo:
(7a) ¡Cállate, por favor!
(7b) *¡No cállate, por favor! (= ¡No te calles, por favor!)
El comportamiento de (7b) es paralelo al comportamiento del complementador que en (8):
(8) *¡Que cállate! (= ¡Que te calles!)
Lo cual sugiere que sintácticamente la negación ocupa una posición fuera del sintagma verbal. Otros hechos muestran más paralelos entre las oraciones interrogativas, negativas y las que usan el modo imperativo:
- Las interrogativas negativas son oraciones que formalmente son interrogativas y contienen una negación y que semánticamente equivalen a oraciones en imperativo.
- Por otra parte algunos indefinidos en algunas lenguas parecen requerir la misma forma en interrogación que en oraciones negativas. Por ejemplo en inglés:

(9a) I have seen something
(9b) I have not seen anything
(9c) Have you seen anything?
O en catalán:
(10a) Que et passa res? ('¿Te pasa algo?')
(10b) No em passa res! ('No me pasa nada')
Algunos autores han propuesto la existencia de un sintagma de negación cuyo núcleo sintáctico debe estar ocupado por un elemento negativo. Algunas peculiaridades como la de algunos dobles negativos en español son explicables conjeturando la existencia de dicho tipo de sintagma:
(11a) No lo había visto nunca
(11b) Nunca lo había visto
(11c) *Nunca no lo había visto
(11d) *Lo había visto nunca
La oración (11c) es incorrecta, ya que en la posición preverbal sólo puede aparecer un elemento negativo en la posición de núcleo de negación. Aunque nunca puede aparecer en varias posiciones, si la posición preverbal está ocupada por no, no se admite la adjunción de ningún otro elemento negativo; por esa razón (11c) no está bien formada. Eso sugiere que el nunca de (11a) tiene una naturaleza diferente que el de (11b) y podría estar en la misma posición que los adverbios, aunque como muestra el hecho de que (11d) sea incorrecta, la posición adverbial sólo admite un elemento de polaridad negativa, si el núcleo de negación está presente, por lo que es posible que existe alguna forma de concordancia entre el núcleo del sintagma de negación y otros elementos de polaridad negativa de la frase.

### Universales lingüísticos de la negación
La expresión de la negación en las lenguas del mundo es muy variada, ya que puede incluir simples marcas de negación lógica (no), como palabras de polaridad negativa y contenido semántico adicional (ninguno, nadie, nada, nunca), y la negación puede realizarse mediante morfemas independientes o mediante afijos o clíticos. Una de las cuestiones mejor estudiadas es la negación lógica mediante medios sintácticos, atendiendo al orden. Entre las lenguas del mundo se dan seis posibilidades para el orden relativo del sujeto, del objeto y del verbo, siendo los más frecuentes por orden: SOV, SVO, VSO y VOS (también existen OVS y OSV pero son muy infrecuentes en las lenguas del mundo), y existirán 24 posibles órdenes para la posición de la negación en una oración transitiva con sólo sujeto, objeto, verbo y elemento negativo. Cuando se examinan los mejores datos disponibles se observa que la posición de la negación no es del todo arbitraria y está fuertemente correlacionada con la posición de los otros constituyentes, siendo comunes sólo 5 de los 24 tipos posibles, que se recogen en la siguiente tabla:
|                     | SOV              | SVO              | VSO               | VOS             |
| ------------------- | ---------------- | ---------------- | ----------------- | --------------- |
| Neg en 1.ª posición | rara (NegSOV)    | rara (Neg-SVO)   | común (Neg-VSO)   | común (Neg-VOS) |
| Neg en 2.ª posición | rara (S-Neg-OV)  | común (S-Neg-VO) | dudosa (V-Neg-SO) | NE (V-Neg-OS)   |
| Neg en 3.ª posición | común (SO-Neg-V) | rara (SV-Neg-O)  | NE (VS-Neg-O)     | NE (VO-Neg-S)   |
| Neg en 4.ª posición | común (SOV-Neg)  | rara (SVO-Neg)   | NE (VSO-Neg)      | NE (VOS-Neg)    |
NE, no encontrado; dudosa, sólo se ha encontrado algún caso dudoso.
Orden de frecuencias: común > rara > dudosa > NE.

### Doble negación
A diferencia de otros idiomas, como el inglés, la doble negación en español no es una afirmación sino que continúa siendo una negación.
(12) No hay nadie en casa.
Dada la importante función comunicativa de la negación es muy común que muchas lenguas del mundo recurran a la doble negación como una manera de marcar redundantemente. Técnicamente la doble negación es de hecho un fenómeno de concordancia de polaridad negativa. La negación simple tiene el riesgo de que si al oyente le pasa inadvertido el elemento negativo aparecen problemas de malinterpretación, la doble negación o negación redundante es una estrategia que disminuye este problema.
M. S. Dryer, sobre una muestra de 345 lenguas, muestra que 20 usan regularmente la doble negación; esa tasa de redundancia no es común en otras categorías gramaticales. Un ejemplo de uso regular de doble negación es el francés escrito:
(13) Jean ne voit pas Marie.
Juan NEG ver-PRES.3SG NEG María
'Juan no ve a María'
El latín igualmente presenta complicaciones cuando interactúan varios elementos de polaridad negativa:
| Afirmación limitada   | Afirmación general    |
| --------------------- | --------------------- |
| Non nemo 'alguien'    | Nemo non 'todos'      |
| Non nullus 'alguno'   | Nullus non 'todos'    |
| Non nihil 'algo'      | Nihil non 'todo'      |
| Non numquam 'a veces' | Numquam non 'siempre' |